# Маккеррас, Иэн
Иэн Мюррей Крэйг Маккеррас (имя при рождении Мюррей Иэн Крэйг) (англ. Ian Murray Creagh Mackerras; 2 сентября 1898, Балклута, Новая Зеландия — 21 марта 1980, Канберра) — австралийский энтомолог, специалист по систематике двукрылых, основатель и первый президент Австралийского энтомологического общества (1965—1966).

## Биография
Родился 2 сентября 1898 года в семье фермера Джеймса Мюррея Маккерраса и Элизабет Мэри (урождённой Крэйг). При рождении получил имя Мюррей Иэн Крейг, но вскоре фамилия матери была заменена на фамилию отца и изменён порядок имен. После рождения Иэна, родители переезжают в Сидней, а затем возвращаются в Новую Зеландию. После развода родителей в 1902 году, Иэн с матерью и братом возвращаются в Сидней к её родителям. В 1915 году закончил Сиднейскую гимназию.

### Первая мировая война
После окончания гимназии поступил служить лаборантом в армейский медицинский корпус Австралийской имперской армии на судне «Карула». Этот корабль занимался транспортировкой раненных в ходе боевых действий в Европе. в 1917 году подал прошение в действующую армию, зачислен в 13-й полевую артиллерийскую бригаду, воевавшей во Франции. В мае 1918 году его подразделение подверглось химической атаке вблизи селения Виллерс-Бретонн.

### Университет
После выписки из госпиталя в феврале 1919 года Маккеррас вернулся в Австралию и как бывший военный получил грант на обучение на медицинском факультете Сиднейского университета. В университете заинтересовался зоологией и поступил параллельно на зоологическое отделение. На формирование как зоолога на Маккерраса оказал значительное влияния профессор зоологии Ланселот Харрисон. В 1924 году окончил университет с присвоением звании бакалавра естественный наук, бакалавра медицины и магистра хирургии. В этом же году женится на Мейбл Жозефине Бэнкрофт. В 1925 и 1926 годах Маккеррас получает премию Линнеевского общества Нового Южного Уэльса имени Уильяма Маклея. В 1927 году получает назначение в Департамент общественного здравоохранения Нового Южного Уэльса, где занимается изучением паразитов грызунов. В 1929 году переходит на работу отдел экономической энтомологии Государственного объединения научных и прикладных исследований (CSIR) в Канберре. С 1929 по 1939 Маккеррас внёс значительный вклад в разработку мер борьбы с эфемерной вирусной лихорадки крупного рогатого скота и анаплазмозом.

### Вторая мировая война
В 1939 году в звании майора медицинской службы отправлен на Ближний Восток в район Газа, где исполнял обязанности эпидемиолога, хирурга и патологоанатома. В 1941 году разрабатывал меры борьбы с мухами переносчиками кишечных инфекций в Ливийской пустыне и в районе Тобрука и Бенгази. В мае 1942 года Маккеррас был отозван в Австралию для борьбы с инфекционным заболеванием в войсках расквартированных в Северной территории. Это заболевание, диагностированное местными врачами как лептоспироз, оказалось гепатитом A. Здесь же он изучает и разрабатывает меры борьбы с малярией, лихорадкой денге и сыпным тифом. В 1943 году присвоено звание подполковника. В 1943 году Маккеррас руководил ликвидацией очага малярии на Новой Гвинее. В 1944 было доказано участие комара Aedes scutellaris в передаче лихорадки денге и комара Anopheles punctulatus в распространении малярии в Новой Гвинее и Австралии. В 1949 году был уволен в запас и вернулся в Отдел экономической энтомологии. За деятельность в годы второй мировой войны награждён медалями: Звезда 1939—1945, Африканская звезда, Звезда Пацифики, Медалью Обороны, Медалью войны 1939–1945 и Медалью Австралии За Службу 1939–1945.

### Послевоенное время
В 1946—1947 годах возглавлял Ветеринарную паразитологическую лабораторию в Йееронгпилли в окрестностях Брисбена. В 1947 году возглавил только что созданный Институт медицинских исследований Квинсленда (QIMR) и оставался на этом посту до 1961 года. В 1961 году вновь вернулся в Государственное объединение научных и прикладных исследований в Канберре. В 1965 году избран первым президентом Австралийского энтомологического общества. Ушел в отставку в 1974 году. Умер 21 марта 1980 года от инсульта.

## Научные достижения
Описал более 200 видов насекомых.

## Признание заслуг

### Членство в научных организациях
- Член Королевского Австралийского колледжа врачей с 1950 года
- Член-основатель Австралийской академии наук с 1954 года
- Председатель Комитета по Большим Барьерным рифам 1955—1956 года
- Член Ассоциации Австралии и Новой Зеландии по развитию науки с 1957 года
- Почётный член Королевского энтомологического общества, Лондон с 1970 года
- Почётный член Комитета Большого Барьерного рифа с 1969 года
- Президент Австралийского энтомологического общества с 1965 по 1967 год
- Первый почётный член Австралийского энтомологического общества с 1969 года

### Научные награды
- Медаль Медаль Мюллера[англ.] в 1961 года
- Почётный доктор Сиднейского университета с 1961 года
- Медаль Кларка[англ.], Королевское общество Нового Южного Уэльса
- В 1984 году в честь Иэна Маккерраса была учреждена именная медаль, которая вручается каждые два года за открытия в области энтомологии[4].

### Таксоны названные в честь Маккерраса
- Apioceridae: Apiocera mackerrasi Paramonov, 1953
- Blephariceridae: Apistomyia mackerrasi Tonnoir, 1930
- Bombyliidae: Comptosia mackerrasi Yeates, 1991
- Calliphoridae: Silbomyia mackerrasi Crosskey, 1965
- Ceratopogonidae: Culicoides mackerrasi Lee & Reye, 1963
- Chloropidae: Chlorops mackerrasi Spencer, 1986, Conioscinella mackerrasi (Malloch, 1940)
- Culicidae: Aedes mackerrasi Taylor, 1927
- Limoniidae: Elephantomyia mackerrasi Alexander, 1934, Molophilus mackerrasi Alexander, 1927
- Mydidae: Anomalomydas mackerrasi (Norris, 1938)
- Nemestrinidae: Trichophthalma mackerrasi Paramonov, 1953
- Pelecorhynchidae: Pelecorhynchus mackerrasi Daniels, 1977
- Psychodidae: Phlebotomus mackerrasi Lewis & Dyce, 1982
- Rhagionidae: Chrysopilus mackerrasi Paramonov, 1962
- Tabanidae: Mackerrasia Travassos Santos Dias, 1956, Ectenopsis mackerrasi Burger, 1996, Protosilvius mackerrasi Fairchild, 1962, Gressittia mackerrasi Philip, 1963
- Tachinidae: Halydaia mackerrasi Paramonov, 1960
- Tipulidae: Ptilogyna mackerrasi (Alexander, 1928)